# Alfred Ehrhardt
Alfred Franz Adolf Ehrhardt (* 5. März 1901 in Triptis; † 29. Mai 1984 in Hamburg) war ein deutscher Fotograf und Dokumentarfilmer.

## Leben
Alfred Ehrhardt besuchte das Realgymnasium in Gera und studierte Ehrhardt am Lehrerseminar in Weißenfels Musik mit dem Fachgebiet Orgel. Ehrhardt pflegte eine Vorliebe für Werke von Johann Sebastian Bach. In den Zwanziger Jahren trat er als Organist in Norddeutschland auf.
Von 1924 bis 1930 arbeitete er als Lehrer für Kunsterziehung, Musik, Gymnastik und Leichtathletik am Landerziehungsheim Gandersheim des Reformpädagogen Max Bondy. Die Schule zog 1929 nach Dahlenburg. Sein Gymnastik-Unterricht konzentrierte sich auf das Künstlerisch-Tänzerische mit den Vorbildern Rudolf von Laban und Mary Wigman. 1926/1927 fertigte er die Malereien in der Krypta der Klosterkirche Lamspringe an, die in der Zeit des Nationalsozialismus übermalt wurden und nach dreijähriger Restaurierung (2007–2010) wieder besichtigt werden können.
1928/1929 studierte er, beurlaubt vom Schuldienst, am Dessauer Bauhaus. Dort studierte er nicht nur im Bauhaus-Vorkurs des deutschen Künstlers Josef Albers, sondern auch in den Malklassen von Paul Klee und Lyonel Feininger sowie als Hospitant in der Bühnenwerkstatt von Oskar Schlemmer. Er entwickelte eine Freundschaft mit Wassily Kandinsky. Zurück am Landschulheim Gandersheim übertrug er das Konzept des Bauhaus-Vorkurses auf seinen Kunstunterricht mit den Kindern und Jugendlichen von der ersten Klasse bis zum Abitur. Basierend auf dieser experimentellen Erfahrung wurde er im Oktober 1930 von Max Sauerlandt als Dozent für Materialstudien an die Landeskunstschule Hamburg berufen, die im Sinne des Bauhauses reformiert werden sollte.
1931 zeigte der Kunstverein Hamburg eine Einzelausstellung seiner Gemälde, Zeichnungen und Drucke, die einzige zu Ehrhardts Lebzeiten. Er heiratete in erster Ehe Mia Burchard aus der Bankiers-Familie Warburg. 1932 erschien sein Buch Gestaltungslehre. Die Praxis eines zeitgemässen Kunst- und Werkunterrichts, außerdem wurde sein erster Sohn Klaus geboren.
Im Jahre 1933 wurde Ehrhardt entlassen, da seine Bauhaus-Nähe von den Nationalsozialisten als kulturbolschewistisch eingestuft wurde. Seine Ehe scheiterte und er fand 1933 eine Stelle als Organist und Chorleiter in Cuxhaven, die er bis 1936 ausübte.
Es folgten erste Foto-Exkursionen ins Watt zwischen Scharhörn und Neuwerk, 1934 auch auf die Kurische Nehrung. Im Wintersemester 1934/1935 erhielt er eine Berufung an die Volkshochschule Askov in Süderjütland/Dänemark und ließ sich für diesen Zeitraum beurlauben.
Mit dem Fotoapparat komponierte Ehrhardt abstrakte Bilder, die in der Zeit des Nationalsozialismus in der Malerei verpönt waren. Die von 1933 bis 1936 entstandenen Aufnahmen zeigen von Wind und Meer geformte Sandstrukturen. Aus diesen zwei fotografischen Serien zeigte der Kunstgewerbe-Verein Hamburg 1936 und 1937 in mehreren Ausstellungen über 100 Exponate; die Ausstellungen wurden in mehreren deutschen Städten gezeigt, später auch in London, Paris, Stockholm und Kopenhagen. Der Hamburgische Staat kaufte einige der Werke und der erste von bis zum Kriegsende 13 Bildbänden erschien. Die Serie gilt als Ehrhardts erfolgreichste und begründet sein Renommee als Avantgarde-Fotograf.

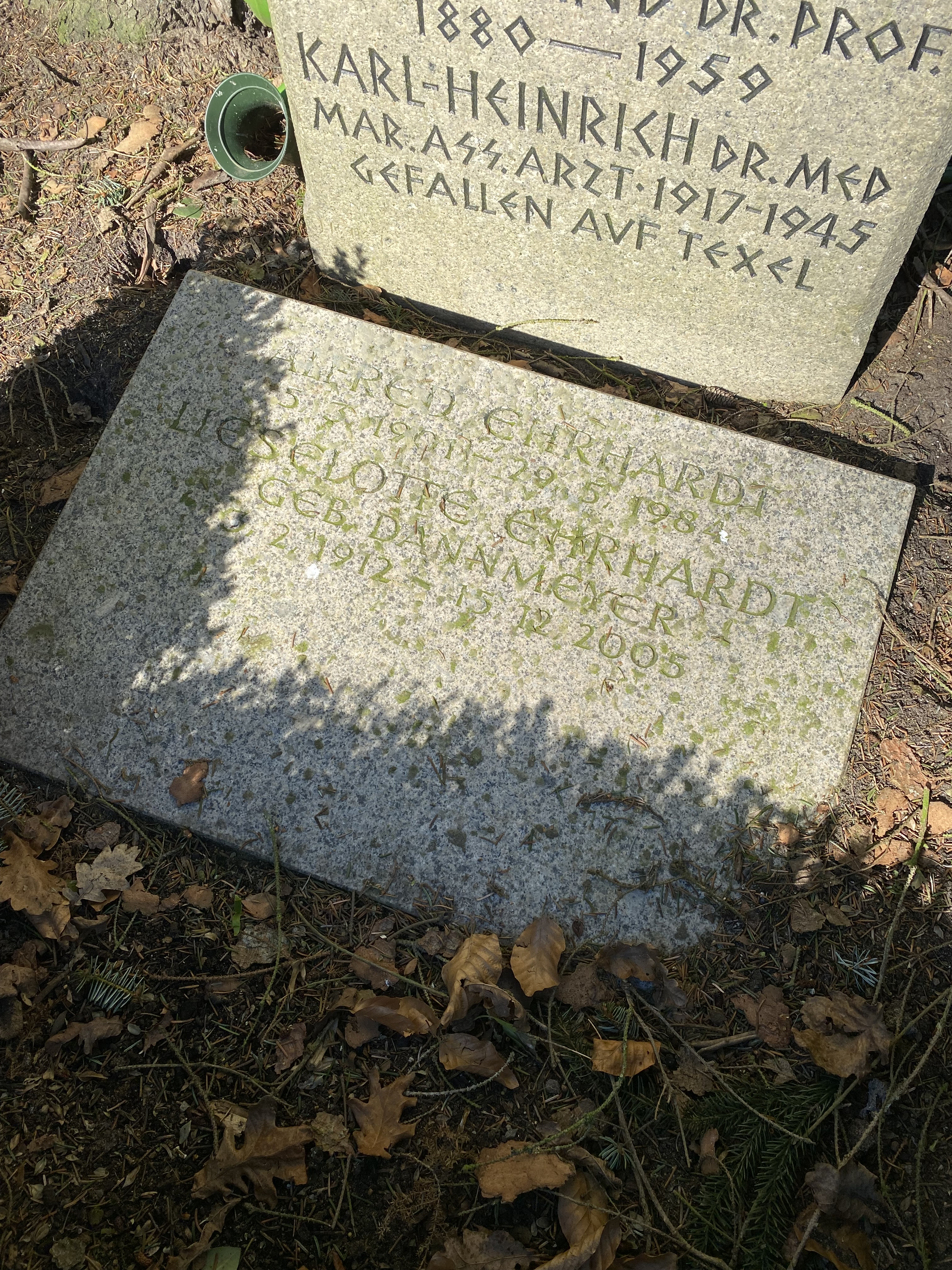
Kissenstein auf dem Friedhof Ohlsdorf

„Bereits als Dozent für Materialkunde hatte Ehrhardt gelehrt“, schreibt die Alfred Ehrhardt Stiftung, „dass anorganische Materie nicht tot, sondern ein lebendiges Element sei.“
1937 begann er Dokumentarfilme zu drehen, zunächst als freier Regisseur und Autor über das Wattenmeer und Island, dann über Flandern sowie Böhmen und Mähren im Auftrag staatlicher Stellen. Ehrhardt heiratete 1938 Lieselotte Dannmeyer (Tochter des Meteorologen Ferdinand Dannmeyer), 1942 wurde ihr Sohn Jens Ehrhardt geboren. Im gleichen Jahr wurde bei einem Bombenangriff sein Hamburger Haus zerstört. Er erhielt von Georg Hartmann, dem Besitzer der Bauerschen Giesserei in Frankfurt am Main, das Angebot, dessen Landhaus in Burgjoß im Spessart zu benutzen, wo die Familie bis zur Wiederherstellung des Hamburger Hauses 1947 wohnte. Ehrhardt fotografierte dessen Kunstsammlung. Er fertigte auch Fotografien von Frankfurts Altstadt vor der Zerstörung durch alliierte Bombenangriffe an, die 1950 im Bildband Alt-Frankfurt veröffentlicht wurden.
Unvermittelt bekam Ehrhardt einen Auftrag aus dem Bereich Industriefotografie in Hamburg. Ein Bereich der bis dahin nicht zu seinem Repertoire gehörte. Er sollte Bilder für eine Veröffentlichung der Handelskammer mit dem Titel „Hamburg als Industrieplatz“ anfertigen. Die Handelskammer Hamburg wollte dem Eindruck vorbeugen, die Hansestadt sei vorwiegend ein Hafen- und Handelsplatz. Von Februar bis März 1952 fotografierte Ehrhardt in Hamburg unter anderem Betriebe wie Shell, Montblanc, Sanella, Steinway & Sons, Carl Kühne, die Allgemeine Telefonfabrik, das Bergedorfer und das Ottenser Eisenwerk.
Im Jahre 1948 gründete er die Filmproduktion Alfred-Ehrhardt-Film, sein erster Dokumentarfilm über den Bordesholmer Altar war auf der Biennale Venedig erfolgreich. Bis 1973 fertigte er weitere, etwa sechzig, Dokumentarfilme an, die mit zahlreichen Preisen ausgezeichnet wurden.

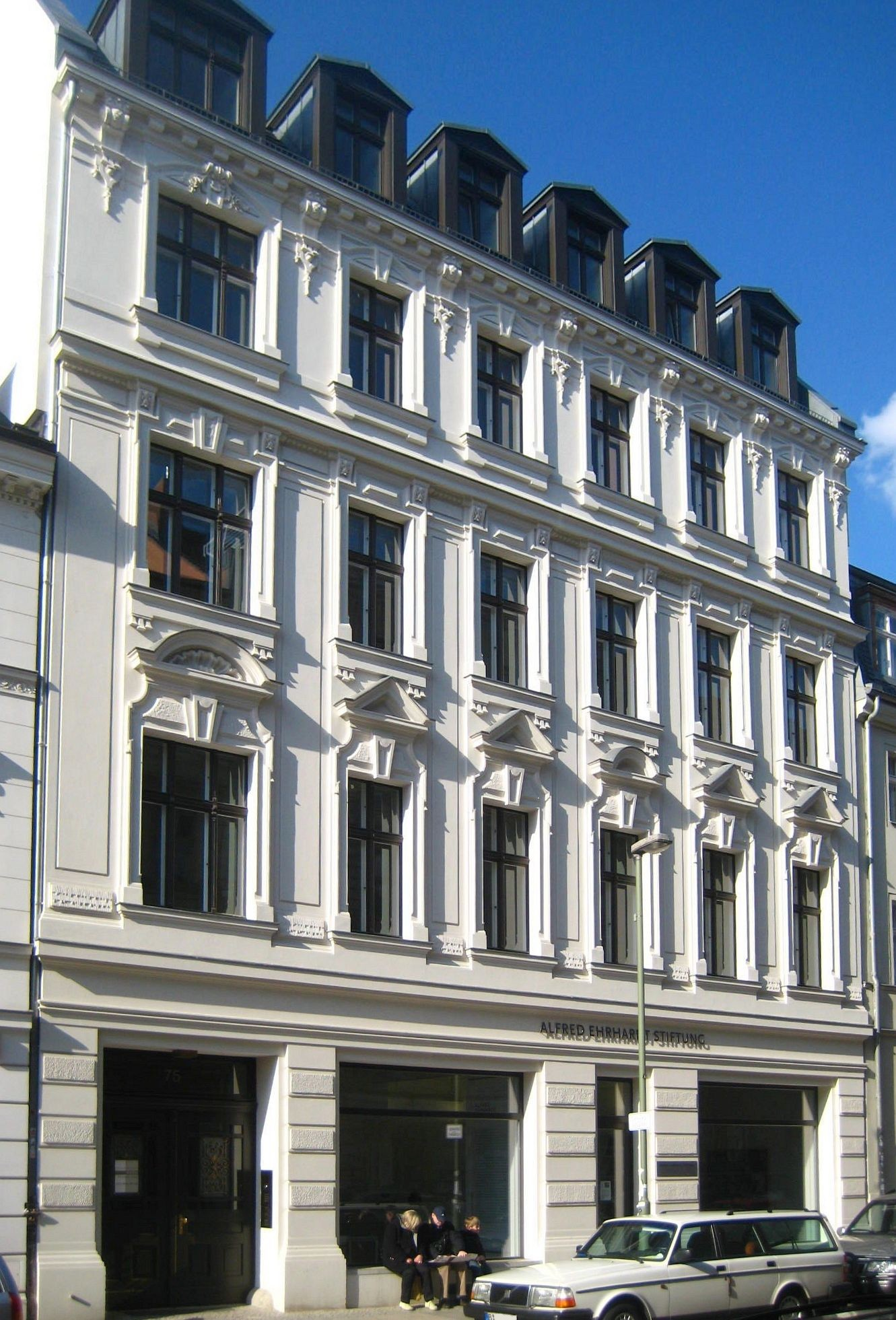
Alfred-Ehrhardt-Stiftung in der Auguststraße (Berlin)

Alfred Ehrhardt wurde auf dem Friedhof Ohlsdorf beigesetzt. Die Grabstätte liegt im Planquadrat J 15 nordöstlich von Kapelle 4.

## Auszeichnungen
Alfred Ehrhardt erhielt vier Bundesfilmpreise für seine Kulturfilme:
- 1950: Ernst Barlach Teil 1
- 1952: Spiel der Spiralen
- 1953: Portugal - unbekanntes Land am Meer
- 1954: Schicksal und Vermächtnis

## Stiftung
Alfred Ehrhardts Sohn Jens Ehrhardt, Vermögensverwalter und Fondsmanager, gründete 2002 die Alfred Ehrhardt Stiftung, die sich der Erforschung seines Nachlasses und der Vermittlung seines Werkes durch Ausstellungen und Publikationen widmet. Bis 2009 hatte die Stiftung ihr Domizil im Kölner Forum für Fotografie. Im Januar 2010 zog die Stiftung nach Berlin um. Dort werden wechselnde Ausstellungen gezeigt, die sowohl zeitgenössische Positionen, die sich in Anlehnung an Ehrhardts Werkthemen mit dem Begriff der Natur und den Konstruktionen des Natürlichen auseinandersetzen, zeigen, als auch historischer Fotografie und Filmkunst.

## Ausstellungen
- Alfred Ehrhardt – Fotografien, 19. Juni – 26. August 2001, Kunsthalle Bremen, 14. September – 4. November 2001, Kunstmuseum Bonn.
- Alfred Ehrhardt. Zeichnungen und Gemälde, 29. September – 2. Dezember 2007, Meisterhaus Schlemmer, Stiftung Bauhaus Dessau.
- Begnadete Hände – Werke Tilman Riemenschneiders in Aufnahmen von Alfred Ehrhardt, 21. April – 29. Juli 2012, Mainfränkisches Museum Würzburg.
- Arvid Gutschow und Alfred Ehrhardt – Artverwandte, 12. Januar – 17. März 2013, Alfred Ehrhardt Stiftung Berlin[2]
- Alfred Ehrhardt – Portugal 1951–1961, 17. Januar – 10. März 2013, Martin-Luther-Universität Halle-Wittenberg.
- Alfred Ehrhardt. Das Neue Sehen: Natur und Abstraktion, 15. Juni 2014 – 11. Januar 2015, Museum Kunst der Westküste Föhr.
- Alfred Ehrhardt – Das Watt, 8. Februar – 17. Mai 2015[3]
- Hamburger Industriefotografie 1952, 21. Mai – 17. Juli 2015, Handelskammer Hamburg[4]
- Alfred Ehrhardt: Watt-Fotografien der 1930-er Jahre, 6. August 2016 – 8. Januar 2017, Wattenmeer-Besucherzentrum Cuxhaven
- Alfred Ehrhardt: 100 jahre bauhaus I : Alfred Ehrhardt – Malerei, Zeichnung, Grafik , 12. Januar – 18. April 2019, Alfred Ehrhardt Stiftung Berlin
- 2024/25: Sehstücke. Alfred Ehrhardt & Elfriede Stegemeye, 30. November 2024 – 21. April 2025, im Fotoraum des Museums Ludwig, Köln